# Красний Узел
Кра́сний У́зел (рос. Красный Узел, ерз. Красный Узел) — селище у складі Ромодановського району Мордовії, Росія. Водить до складу Салминського сільського поселення.
Стара назва — совхоз Красний Узел.

## Населення
Населення — 537 осіб (2010; 565 у 2002).
Національний склад (станом на 2002 рік):
- росіяни — 91 %